# Canzano
Canzano là một đô thị và thị xã của Ý. Đô thị này thuộc tỉnh Teramo trong vùng Abruzzo. Canzano có diện tích 16 km2, dân số theo ước tính ngày 31 tháng 12 năm 2006 của Viện thống kê quốc gia Ý là 1861 người. 
Các đơn vị dân cư: Piano di Corte, Piano Vomano, San Martino, Santa Lucia, Santa Maria, Sodere, Valle Canzano.
Đô thị Canzano giáp với các đô thị: Castellalto, Cermignano, Teramo.